# Oliarus nigrofurcata
Oliarus nigrofurcata är en insektsart som beskrevs av Victor Antoine Signoret 1884. Oliarus nigrofurcata ingår i släktet Oliarus och familjen kilstritar. Utöver nominatformen finns också underarten O. n. fumata.